# Erste Liga (hockey su ghiaccio)
La Erste Liga (fino al 2017 MOL Liga) è un campionato internazionale di hockey su ghiaccio che coinvolge squadre provenienti dall'Ungheria e dalla Romania. Il nome deriva dallo sponsor, la banca austriaca Erste Bank, già sponsor principale della EBEL, che si è legata al campionato dal 2017 al 2020; l'azienda ungherese MOL è stata sponsor dalla fondazione al 2017.
Dopo la scomparsa dell'Interliga, nel 2008 le federazioni di hockey su ghiaccio ungherese e rumena siglarono un accordo della durata di cinque anni per la creazione di una competizione che raccogliesse le migliori formazioni delle due nazioni (in seguito si aggiungerà alla Lega anche una compagine slovacca) da svolgere in contemporanea ai rispettivi campionati nazionali. Le partite disputate fra le formazioni ungheresi contano anche come incontri validi per la prima fase del campionato ungherese di hockey su ghiaccio, l'OB I bajnokság. Le squadre rumene competono inoltre nel campionato nazionale, la Liga Națională de hochei.
Dall'edizione 2012-2013 partecipò anche la squadra slovacca dell'Ice Tigers Nové Zámky, che arrivò in semifinale e vinse il titolo nel 2013-2014 abbandonando tuttavia la lega nel 2015.
Dal 2017, contestualmente al cambio di sponsor e di nome del campionato, ha fatto il suo ingresso una squadra austriaca, la seconda squadra dei Vienna Capitals.

## Storia
Nella prima stagione della lega presero il via sei squadre ungheresi e quattro rumene; l'HC Csíkszereda concluse la stagione imbattuto e conquistò il primo titolo della MOL Liga. L'anno successivo le partecipanti scesero a sette, e a conquistare il titolo furono i Budapest Stars. Nel campionato 2010-11 le squadre al via furono nove, e tornò al successo l'HC Csíkszereda.

## Squadre
| Squadra              | Città          | Stadio                           | Capienza | Anno di esordio |
| -------------------- | -------------- | -------------------------------- | -------- | --------------- |
| DAB-Docler           | Dunaújváros    | Dunaújvárosi Jégcsarnok          | 4.000    | 2008            |
| Corona Braşov        | Brașov         | Patinoarul Olimpic Brasov        | 2.000    | 2009            |
| Ferencvárosi TC      | Budapest       | Pesterzsébeti Jégcsarnok         | 1.800    | 2008            |
| HSC Csíkszereda      | Miercurea-Ciuc | Vákár Lajos Ice Hall             | 2.000    | 2008            |
| Miskolci Jegesmedvék | Miskolc        | Miskolci Jégcsarnok              | 1.900    | 2008            |
| Újpesti TE           | Budapest       | Újpesti Jégcsarnok               | 1.500    | 2008            |
| Fehérvári Titánok    | Székesfehérvár | Ifjabb Ocskay Gábor Ice Hall     | 3.500    | 2008            |
| MAC Budapest         | Budapest       | Tüskecsarnok                     | 2.540    | 2015            |
| Vienna Capitals II   | Vienna         | Albert-Schultz-Eishalle, pista 3 | 1000     | 2017            |

## Albo d'oro
- 2008-2009: HC Csíkszereda[2]
- 2009-2010: Budapest Stars[3]
- 2010–2011: HSC Csíkszereda[4]
- 2011-2012: DAB-Docler[5]
- 2012-2013: DAB-Docler[6]
- 2013-2014: Ice Tigers Nové Zámky
- 2014-2015: Miskolci Jegesmedvék
- 2015-2016: Miskolci Jegesmedvék
- 2016-2017: Miskolci Jegesmedvék
- 2017-2018: MAC Budapest